# 17858 Beaugé
(17858) Beaugé, denumire internațională (17858) Beauge, este un asteroid din centura principală de asteroizi.

## Descriere
17858 Beaugé este un asteroid din centura principală de asteroizi. A fost descoperit pe 22 mai 1998 la Stația Anderson Mesa în cadrul programului LONEOS. Asteroidul prezintă o orbită caracterizată de o semiaxă mare de 2,30 ua, o excentricitate de 0,23 și o înclinație de 5,1° în raport cu ecliptica.